# Kajka

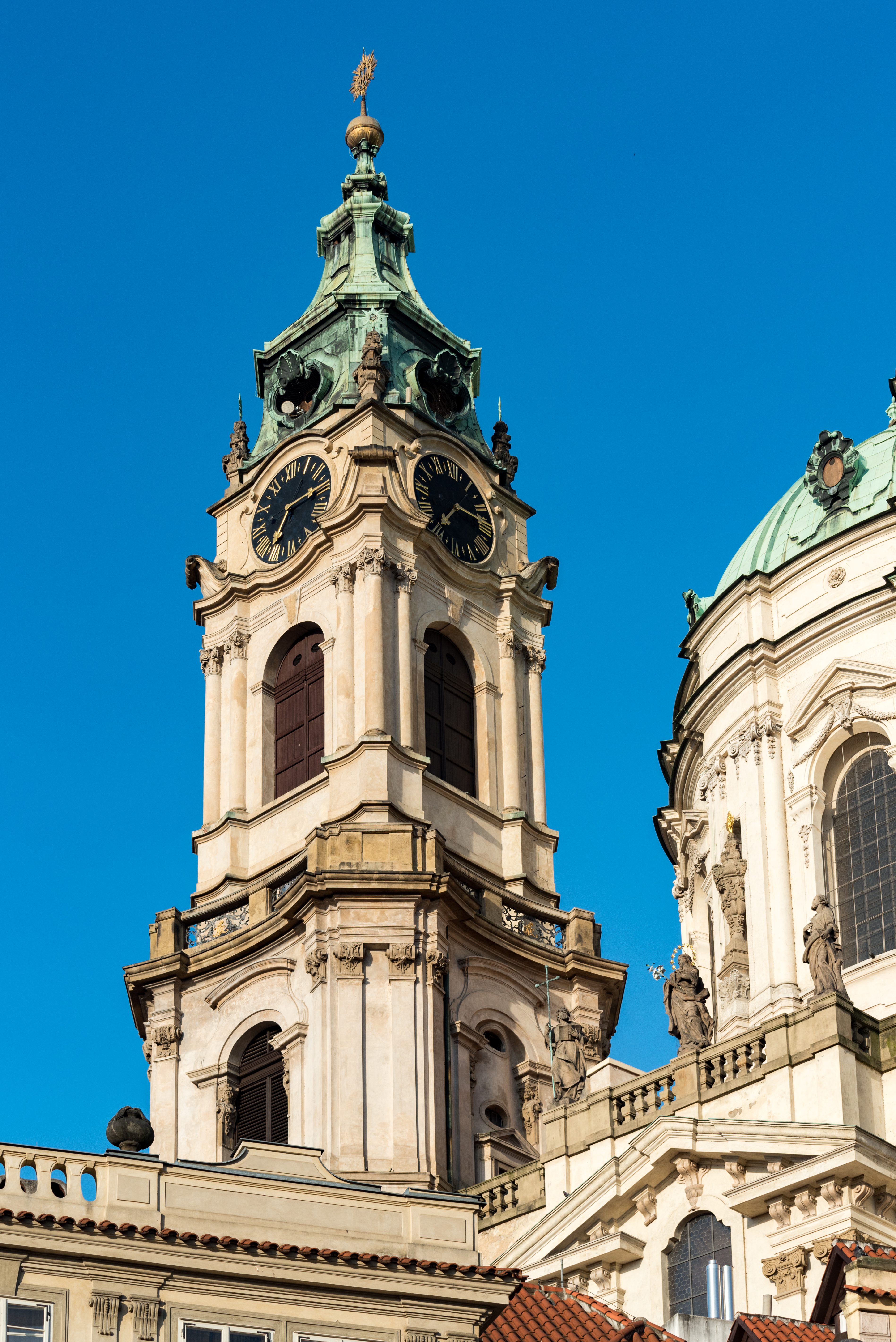
Pozorovatelna se nacházela ve věži kostela svatého Mikuláše

Kajka byl krycí název pozorovatelny Státní bezpečnosti (StB), československé tajné policie, zřízené ve věži kostela svatého Mikuláše na pražské Malé Straně. Umožňovala kontrolu zastupitelských úřadů Spojených států amerických, Západního Německa (NSR), Spojeného království, Itálie, Francie, Japonska nebo Jugoslávie. Ve čtyřiadvacetihodinových službách se zde za odměnu střídali příslušníci IV. správy StB, kteří ji mezi sebou označovali názvem „Dědkostroj“ nebo „Dědkárna“.

## Historie
Na pozorovatelnu byl přestavěn někdejší byt zvoníka a příslušníci tajné policie ji využívali od roku 1952 (trvale od roku 1964) do sametové revoluce v roce 1989. Během sedmdesátých let 20. století prošly prostory rekonstrukcí, když přibyla izolace proti chladu, malá kamna, sporák a rovněž i pisoár, který byl sveden do okapu. Sloužící příslušníci zde působili pod krytím za požární službu, a proto je v pozorovatelně instalováno i hasičské vybavení. Tajná policie pozorovatelnu opustila během ledna 1990 a poté zůstala uzavřena až do roku 2010, kdy zde společnost ABL mající od roku 2009 pražskou věž v nájmu otevřela muzeum seznamující návštěvníky se systémem pozorovatelen a ukazující využívaná technická zařízení. Na přípravě expozice se podílelo muzeum Policie České republiky, Ústav pro studium totalitních režimů (ÚSTR) a Ústav paměti národa. Od roku 2013, kdy město Praha vypovědělo smlouvu s agenturou ABL, byly věž i pozorovatelna ve správě Muzea hlavního města Prahy. Od roku 2021 je zvonice z rozhodnutí pražského magistrátu ve správě Prague City Tourism (PCT).